# تلمبه سرهنگ مهدوی
تلمبه سرهنگ مهدوی، یک آبادی از توابع بخش چترود، شهرستان کرمان در استان کرمان ایران است.

## جمعیت
این آبادی در دهستان کویرات قرار دارد و براساس سرشماری مرکز آمار ایران در سال ۱۳۹۵، جمعیت آن ۴۴ نفر (۸ خانوار) بوده‌است.